# So wie wir waren
So wie wir waren (Originaltitel: The Way We Were) ist ein US-amerikanischer Liebesfilm aus dem Jahr 1973. Bei der deutschen Erstaufführung lief er unter dem Titel Cherie Bitter. In der DDR hieß der Film Jene Jahre in Hollywood.

## Handlung
Der Film erzählt die Geschichte der Liebe zwischen Katie Morosky und Hubbell Gardiner. Katie und Hubbell begegnen sich in den 1930er Jahren an der Universität. Katie ist eine jüdische Marxistin, die an der Uni für den Frieden kämpft. Hubbell ist ein gutaussehender Student aus reichem Hause, der sich mit seinen Freunden über die engagierte Katie lustig macht. Während sie sich ihr Studium als Kellnerin verdient, ist Hubbell Gast des Restaurants, in dem sie arbeitet. Beide haben trotz aller Unterschiedlichkeit eine Gemeinsamkeit: Eine Leidenschaft für das Schreiben. Katie hält Hubbell für einen äußerst talentierten Schriftsteller, dem sie eine große Zukunft voraussagt.
Jahre später, während des Zweiten Weltkriegs, sehen sie sich in einer Bar in New York City wieder. Katie arbeitet für das Radio und Hubbell ist als Marineoffizier auf Fronturlaub. Aus den beiden wird ein Paar. Nach dem Krieg gehen sie nach Hollywood, wo Hubbell Karriere als Drehbuchautor beim Film macht. Für Katie bedeutet das eine Verschwendung seines Talents. In der Zeit der McCarthy-Hysterie wird Katies Vergangenheit als Marxistin beiden zum Verhängnis. Katie ist nicht kompromissbereit, während Hubbell ein Talent dafür hat, sich jeder Gegebenheit anzupassen. Sie beginnen sich wieder zu entzweien. Katie wird schließlich schwanger, doch Hubbell hat während der Schwangerschaft eine Affäre mit der attraktiven Carol Ann. Die Ehe ist endgültig zerstört.
Jahre später treffen sich Katie und Hubbell in New York vor dem Plaza Hotel zufällig wieder. Er schreibt Drehbücher für Sitcoms. Sie, inzwischen wieder verheiratet, ist immer noch politisch engagiert und verteilt Flugblätter. Sie erinnern sich an die alten Zeiten, so wie sie damals waren. Doch die Vergangenheit bleibt Vergangenheit. Sie gehen in Zukunft weiterhin getrennte Wege.

## Hintergrund
Barbra Streisands Produzent Ray Stark fragte den Dramatiker Arthur Laurents, ob er ein dramatisches Drehbuch für Streisand schreiben könne. Laurents schrieb das Drehbuch basierend auf seinen Erinnerungen an seine Studienzeit, seiner Zeit in Hollywood während der McCarthy-Ära und seinen Erfahrungen mit dem Komitee für unamerikanische Umtriebe. Stark war über den Drehbuchentwurf von Laurents begeistert und Laurents entschloss sich, neben dem Drehbuch auch einen Roman zu schreiben. Der Roman erschien, noch bevor der Film veröffentlicht wurde.
Als es an die Besetzung der männlichen Hauptrolle ging, war für Stark zunächst Ryan O’Neal erste Wahl. Streisand hatte bereits mit der Komödie Is’ was, Doc? an der Seite von O’Neal einen großen Erfolg. Streisand und O’Neal hatten während der Dreharbeiten zu Is’ was, Doc? eine Liebesaffäre, die mittlerweile jedoch abgekühlt war. Stark und Streisand entschieden sich daraufhin für Robert Redford. Erste Wahl für die Regie war Sydney Pollack, der bereits mit Redford gearbeitet hatte und dem Star versprach, seine Rolle umschreiben zu lassen, falls ihm das Drehbuch nicht gefiel. Als Arthur Laurents schließlich seine Endfassung vorlegte, baten Pollack und Redford insgesamt elf Autoren, das Drehbuch zu bearbeiten, darunter Dalton Trumbo und Francis Ford Coppola. Als die Dreharbeiten dann begannen, holten sie Laurents jedoch zurück, um die nun entstandenen Fehler zu bearbeiten. Für eine höhere Gage sagte Laurents zu.

## Filmmusik
Das Lied The Way We Were, interpretiert von Barbra Streisand, wählte das American Film Institute 2004 auf Platz 8 in die Liste AFI’s 100 Years … 100 Songs der 100 besten US-amerikanischen Filmsongs.

## Kritiken
„Die Geschichte einer schwierigen Liebe – begleitet (und gefährdet) von den politischen Ereignissen der 1930er und 1940er Jahre – ist zugeschnitten auf das Darstellerpaar Streisand/Redford und mit atmosphärischem und psychologischem Feingefühl inszeniert. Um den Unterhaltungswert nicht zu mindern, wurden Sequenzen, die sich kritisch mit den repressiven Praktiken der McCarthy-Ära auseinandersetzen, vor dem Start des Films geschnitten.“

Für Cinema war So wie wir waren „[e]in wunderschönes und glamourös gemachtes Liebesmelodram ohne Kitsch“. Die Fernsehzeitschrift Prisma nannte den Film ein „bitter-süße[s] Melodram“, das „gekonnt in Szene [gesetzt]“ sei und in dem „das vortreffliche Spiel der beiden Hauptakteure [überzeugt]“.

## Auszeichnungen
- Oscar, Beste Filmmusik: Marvin Hamlisch
- Oscar, Bestes Lied: Marvin Hamlisch, Alan Bergman und Marilyn Bergman für The Way We Were
- Oscar, Beste Hauptdarstellerin: Barbra Streisand (Nominierung)
- Oscar, Beste künstlerische Leitung: Stephen B. Grimes und William Kiernan (Nominierung)
- Oscar, Beste Kamera (Nominierung)
- Oscar, Beste Kostüme: Dorothy Jeakins und Moss Mabry (Nominierung)
- BAFTA Award Beste Hauptdarstellerin: Barbra Streisand (Nominierung)
- David di Donatello Beste ausländische Hauptdarstellerin: Barbra Streisand (gemeinsam mit Tatum O’Neal für Paper Moon)
- Golden Globe Award Bestes Lied: Marvin Hamlisch, Alan Bergman und Marilyn Bergman für The Way We Were
- Golden Globe Award, Beste Hauptdarstellerin: Barbra Streisand (Nominierung)
- Grammy Award, Beste Filmmusik: Marvin Hamlisch
- Writers Guild of America Award Beste Originaldrehbuch: Arthur Laurents (Nominierung)

## Synchronisation
Neben einer deutschen Synchronfassung der BRD entstand auch eine DDR-Fassung im DEFA Studio für Synchronisation in Ost-Berlin nach dem Dialogbuch von Wolfgang Woizick und unter der Dialogregie von Wolfgang Thal.
| Rolle            | Darsteller        | Synchronsprecher BRD | Synchronsprecher DDR |
| ---------------- | ----------------- | -------------------- | -------------------- |
| Katie Morosky    | Barbra Streisand  | Sabine Eggerth       | Friederike Aust      |
| Hubbell Gardiner | Robert Redford    | Christian Brückner   | Reinhard Kuhnert     |
| J.J.             | Bradford Dillman  | Manfred Schott       | Gerd Grasse          |
| Carol Ann        | Lois Chiles       | Marion Hartmann      | Angelika Waller      |
| George Bissinger | Patrick O’Neal    | Herbert Weicker      | Werner Toelcke       |
| Paula Reisner    | Viveca Lindfors   |                      | Barbara Adolph       |
| Frankie McVeigh  | James Woods       | Manfred Seipold      |                      |
| Rhea Edwards     | Allyn Ann McLerie |                      | Ursula Genhorn       |
| Brooks Carpenter | Murray Hamilton   | Niels Clausnitzer    |                      |
| Bill Verso       | Herb Edelman      | Holger Hagen         | Werner Ehrlicher     |